# Grey Hat
Grey Hat (dt. Grey Hat) ist ein Thriller des deutschen Regisseurs Felix Emanuel Brod aus dem Jahr 2015. Schauspieler sind unter anderem Adrian Andres, Alison Kuhn, Christof Düro und Mala Emde.

## Handlung
Während seines IT-Studiums zeigt sich Tobias Roemer als Programmierer-Ausnahmetalent. Er gründet mit Darja, Sebastian und Christoph eine Crew, die Spiele hackt und sich einen Namen in der Szene macht. Nach ersten Erfolgen entsteht durch Tobias’ Freundin Frederika die Idee, einen Angriff auf ein Pharmaunternehmen zu wagen, das im Verdacht steht, ein unwirksames Arzneimittel auf den Markt gebracht zu haben.
Nachdem sich die Crew im Netzwerk des Unternehmens eingeklinkt hat, finden sie nach Wochen des Suchens tatsächlich einen Beweis, den sie an die Medien schicken. Nach der geglückten Aktion zerbricht allerdings die Truppe, weil Sebastian keine illegalen Hacks mehr machen will. Tobias hingegen sucht direkt den nächsten Kick sucht.
In der Pharmafirma wird der IT-Virus allerdings entdeckt und so kann die Spur zu Tobias und seinen Leuten zurückverfolgt werden. Tobias driftet immer weiter in die Datenwelt ab, und dies wird umso schlimmer, nachdem Frederika sich von ihm trennt, da er von nun an völlig alleine und isoliert in seinem Zimmer hockt. Beim Programmieren eines Trojaners überfordert er schließlich nicht nur sich selbst, sondern auch seinen Computer beim Programmieren, so dass dieser nach einem Kurzschluss in Flammen aufgeht.
Während einer durchzechten Nacht sendet Tobias an Frederika eine SMS, die auch von IT-Chef Thomas gelesen werden kann, nachdem die Polizei gemeinsam mit ihm die Wohnung des jungen Hackers ausfindig machen konnte. Sie finden Tobias nach einem Selbstmordversuch.

## Auszeichnungen
- Hessischen Filmpreis in der Kategorie „Bester Hochschulfilm“ 2015[1][2]